# Puerto Ayora
Puerto Ayora è una città dell'Ecuador, situata nell'isola di Santa Cruz nell'arcipelago delle Galápagos.
Da un punto di vista amministrativo la cittadina fa parte della provincia delle Galápagos ed è capoluogo del cantone di Santa Cruz.
Puerto Ayora è situato in una posizione privilegiata, durante la maggior parte dell'anno infatti riceve una fresca brezza che dà alla cittadina un clima gradevole. Il centro, pur non essendone il capoluogo, è quello più popoloso e maggiormente dotato di infrastrutture per la ricezione turistica di tutte le Galápagos.

## Galleria d'immagini

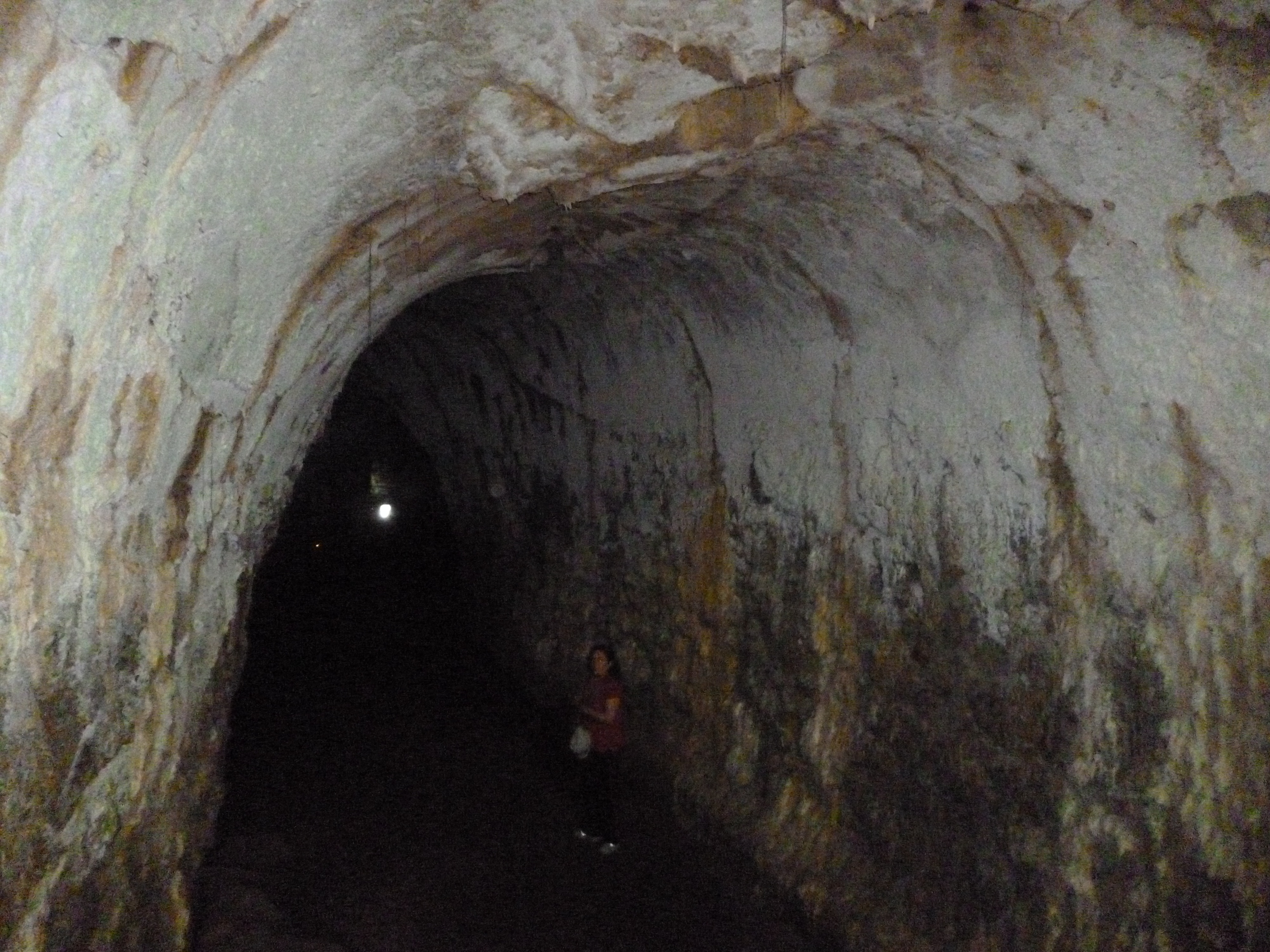
Tunnel di lava sull'isola di Santa Cruz, Puerto Ayora.
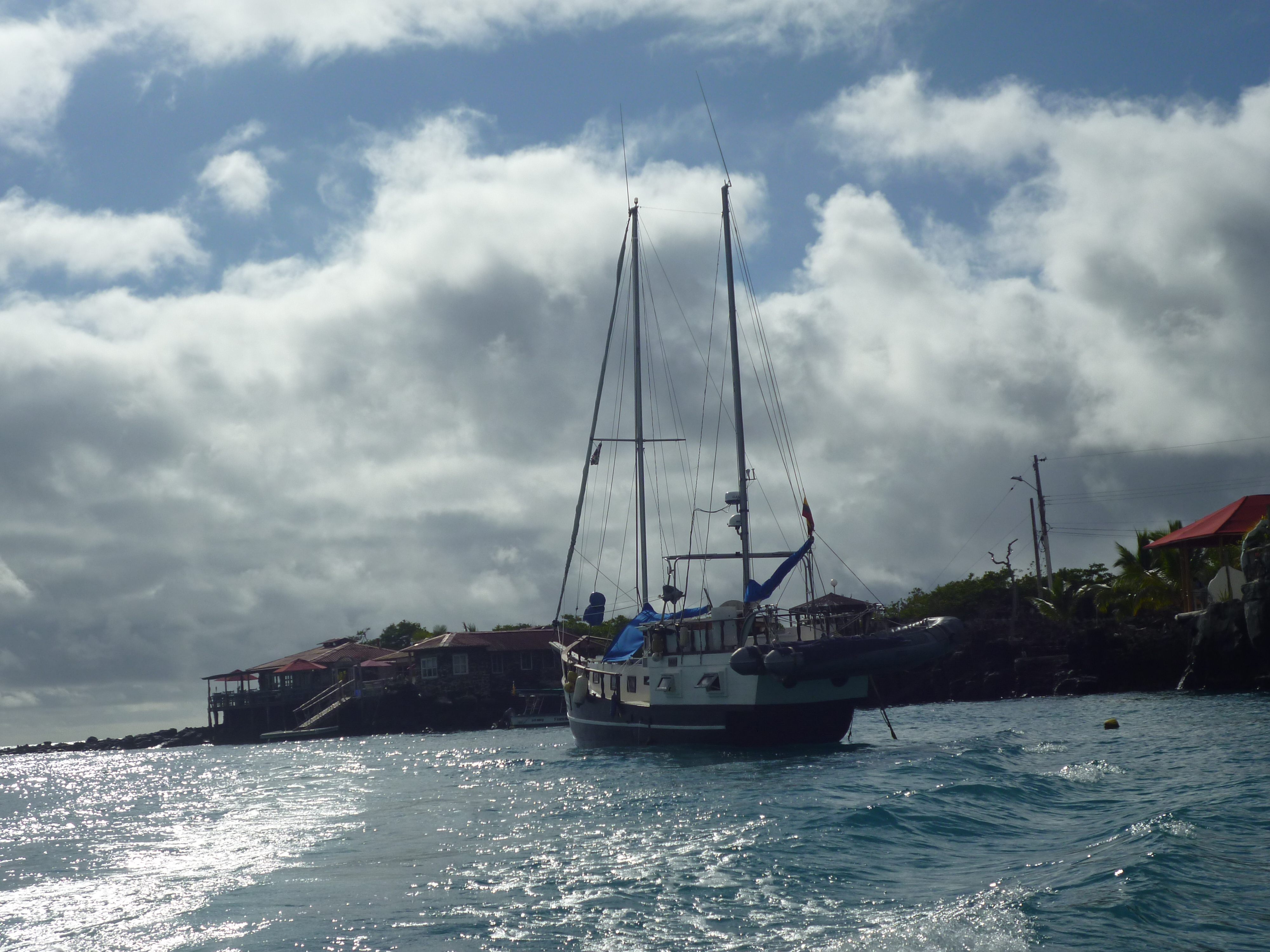
Barca a vela a Puerto Ayora
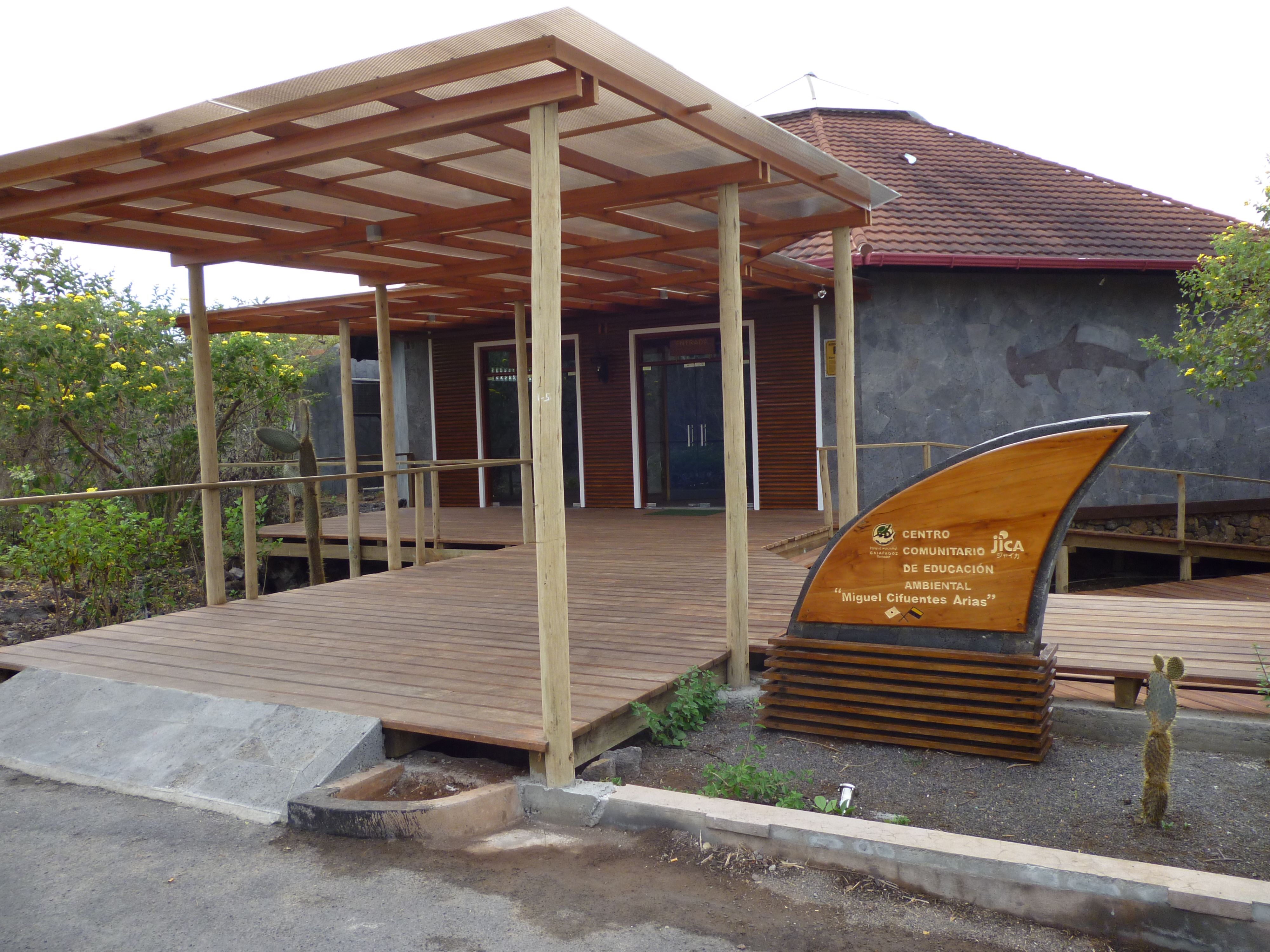
Il centro comunitario di educazione ambientale a Puerto Ayora
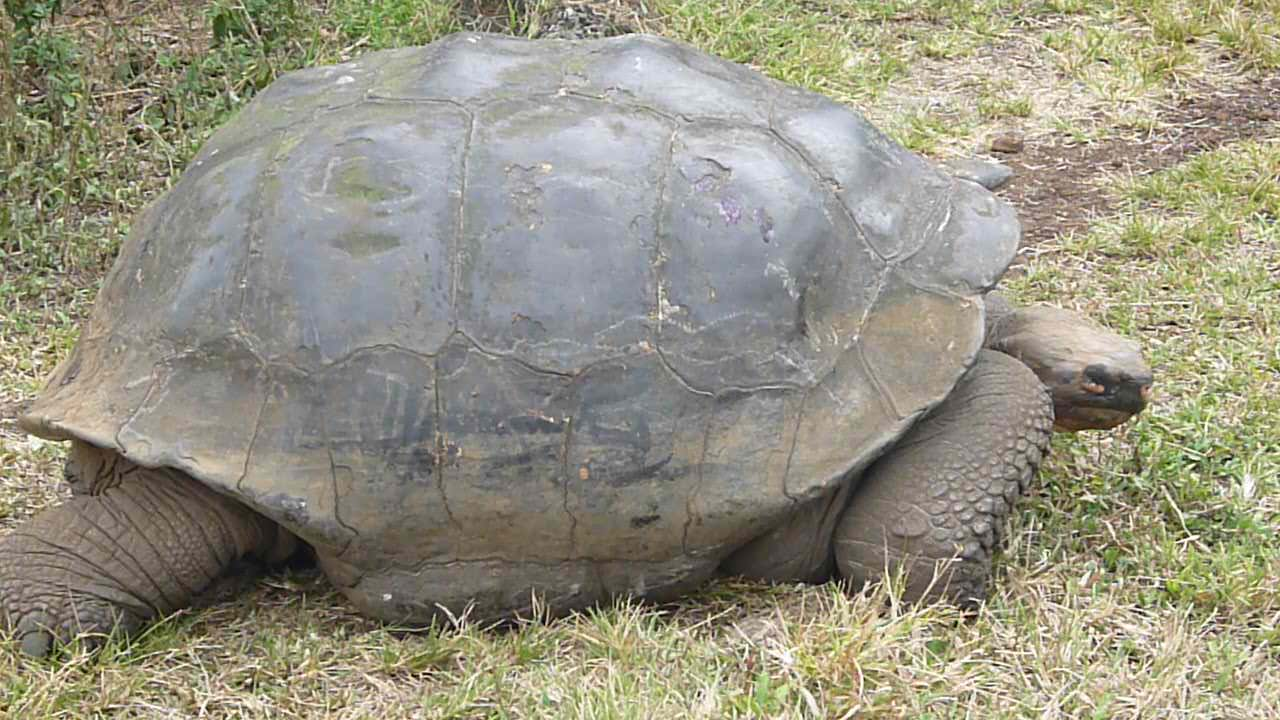
Tartaruga Chelonoidis nigra
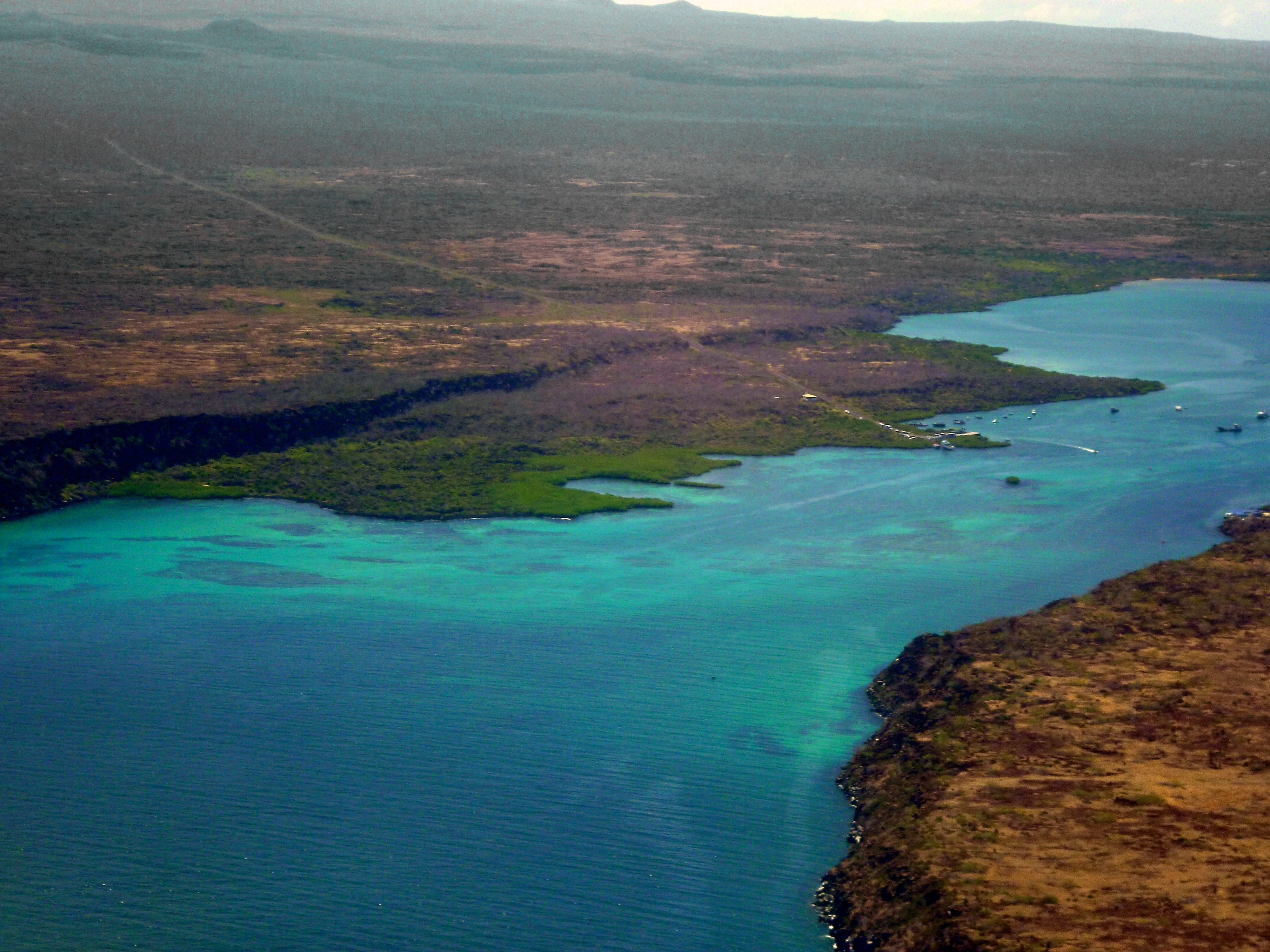
Una foto aerea di Santa Cruz, a sinistra. Sulla destra Baltra
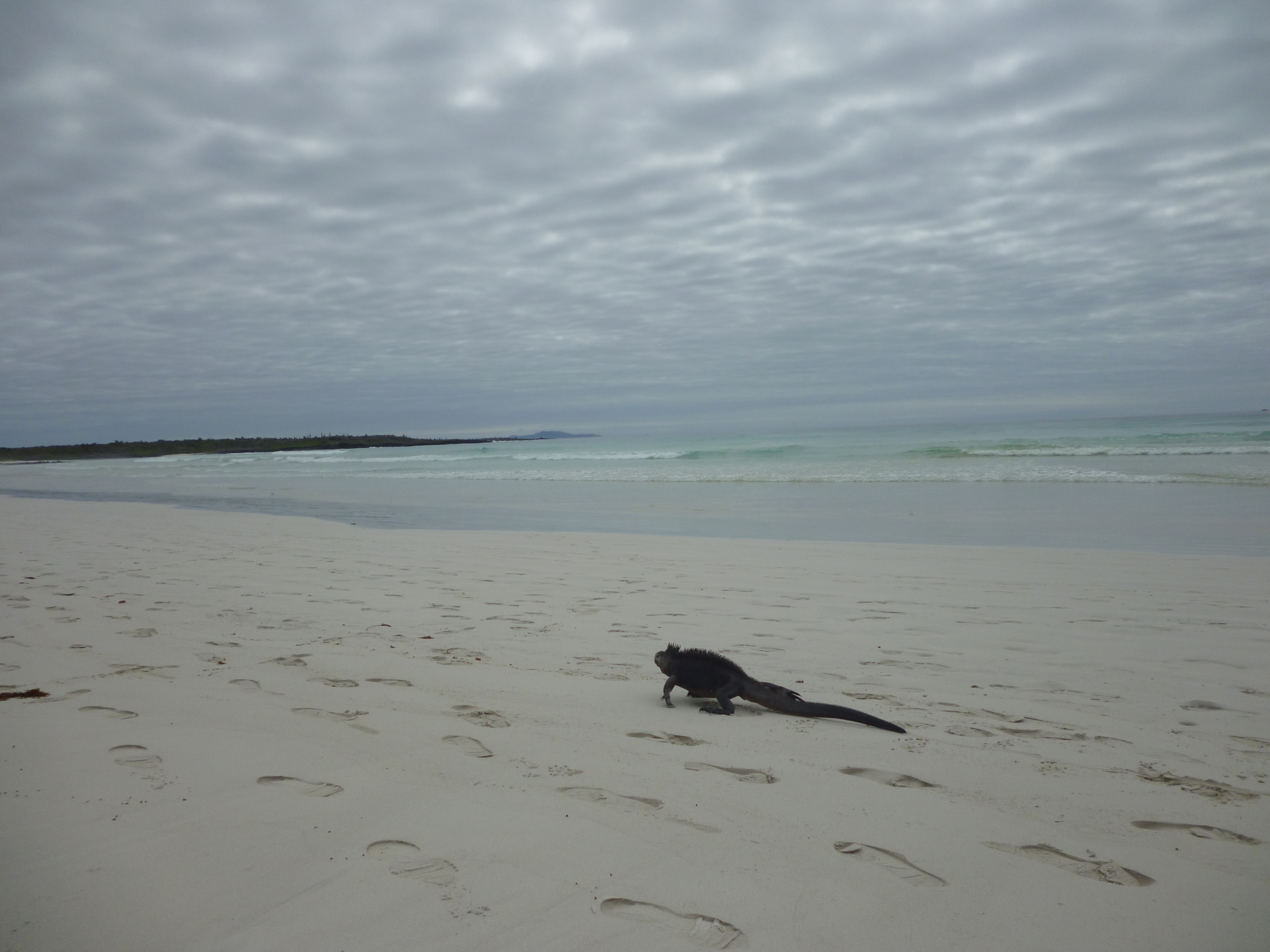
Iguana sulla spiaggia di Tortuga Bay
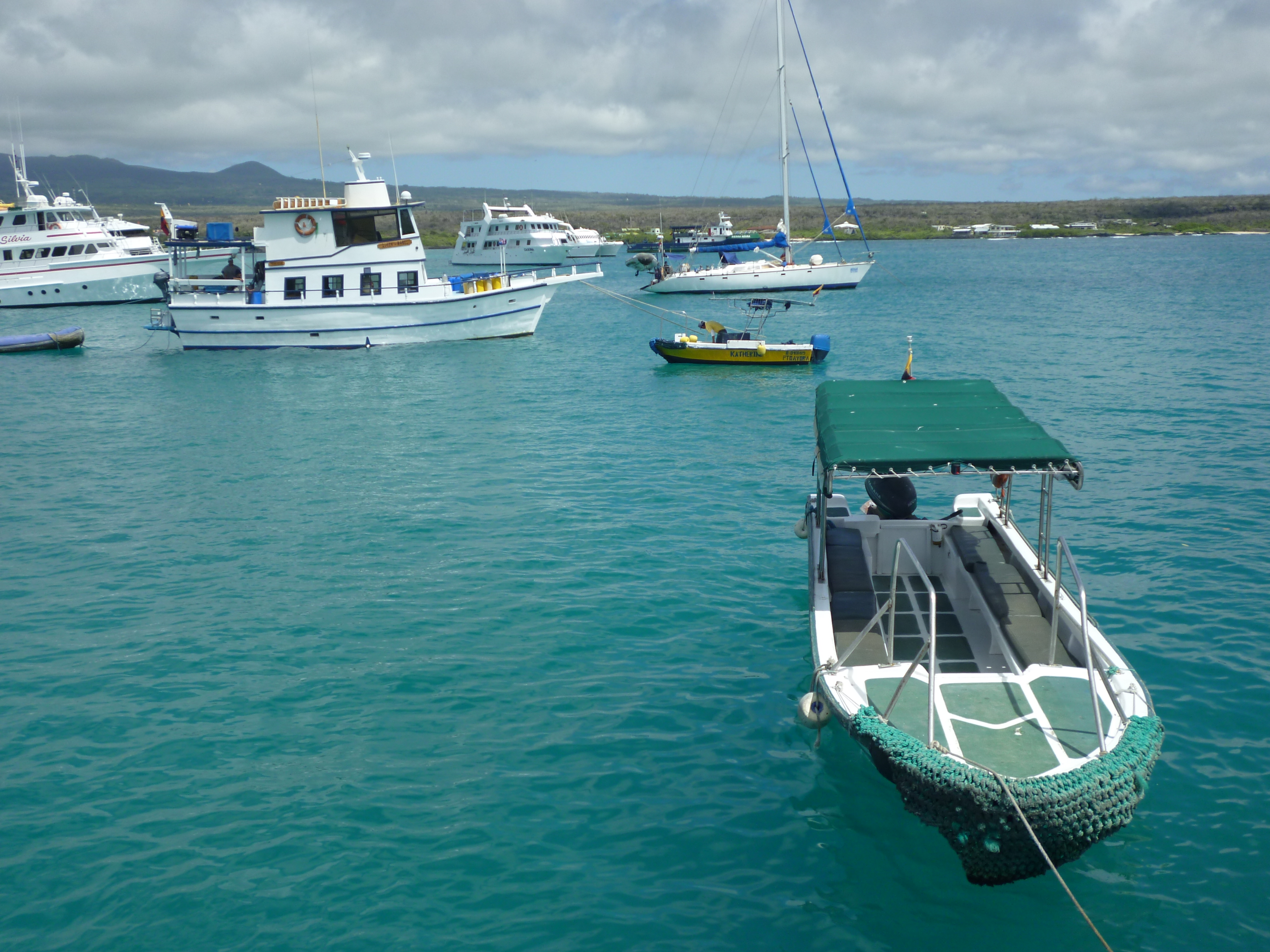
Taxi Acqueo
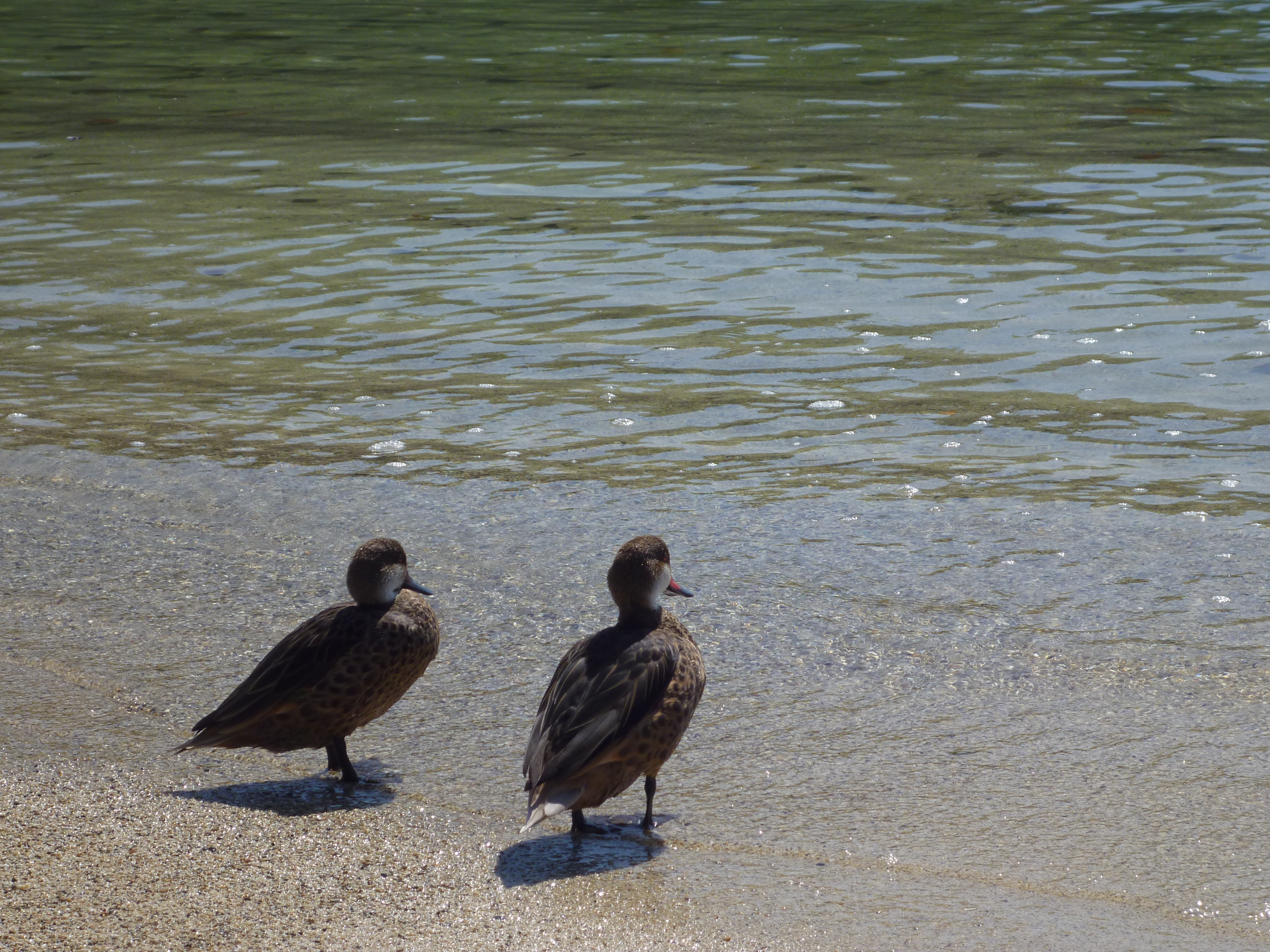
Due Anatre Anas platyrhynchos a Puerto Ayora
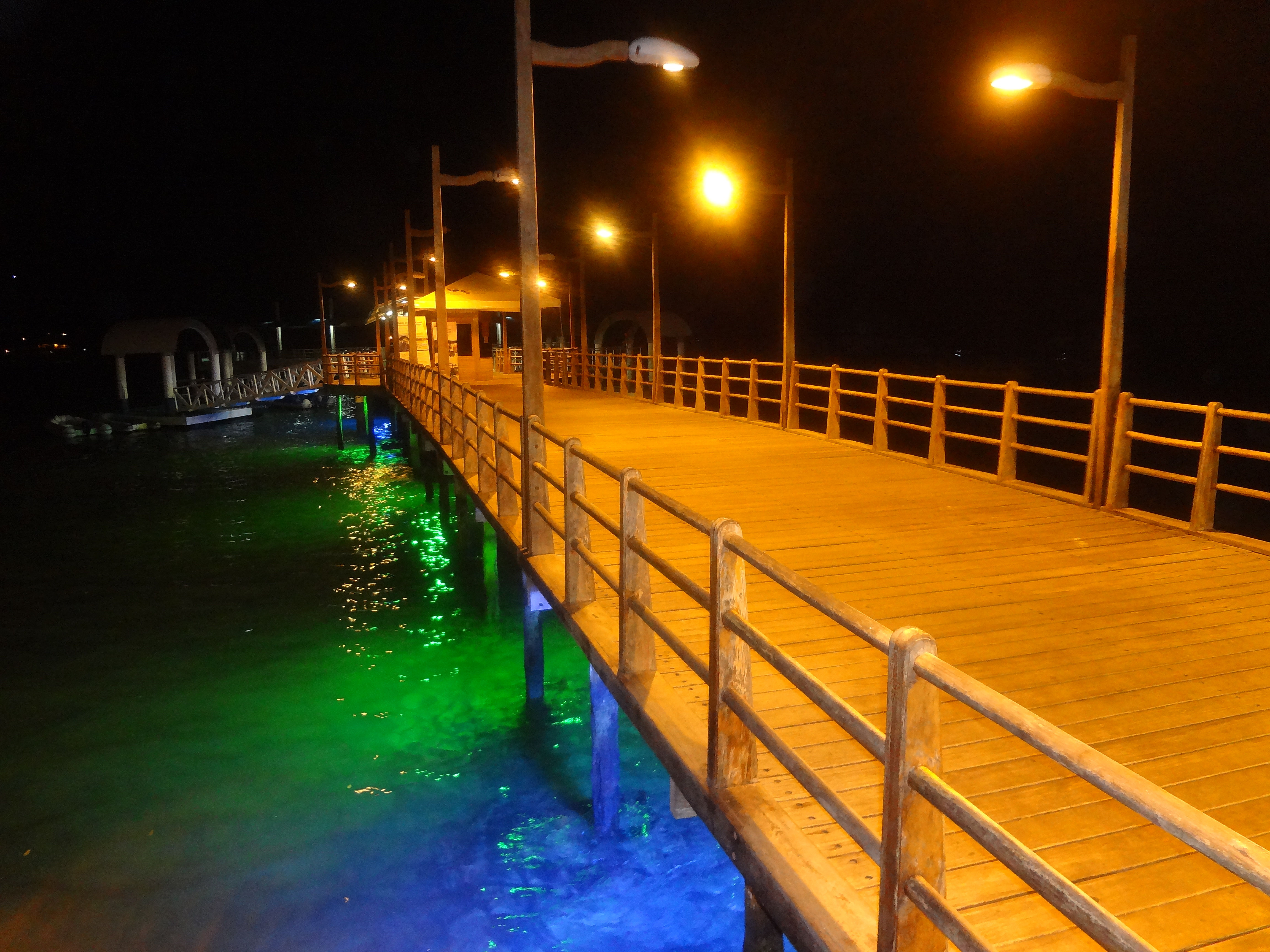
Puerto Ayora Darsena
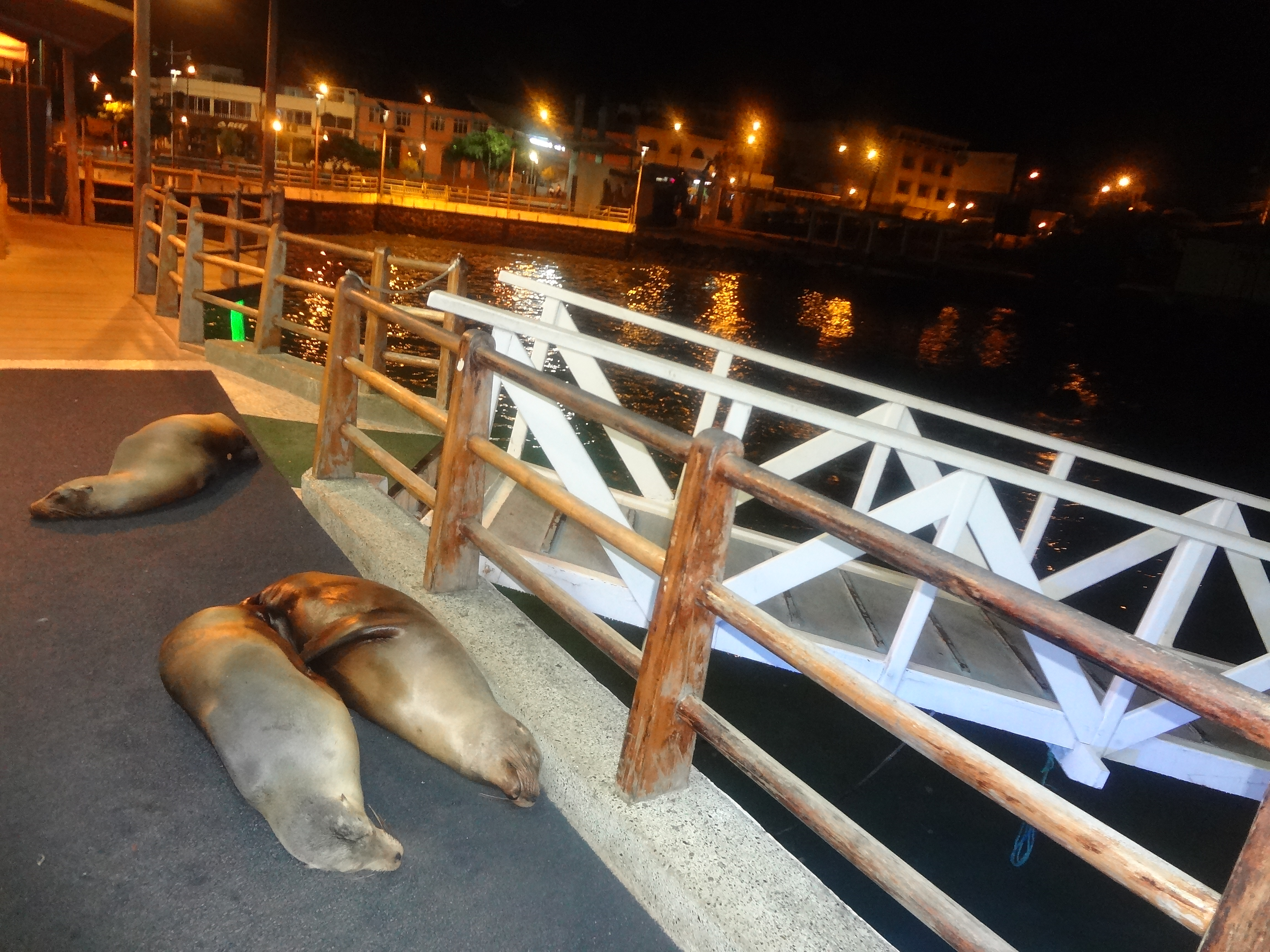
Tre Il leone marino delle Galapagos Zalophus wollebaeki al Puerto Ayora Darsena